# Episodi di Big Mouth (sesta stagione)
La sesta stagione della serie animata Big Mouth, composta da 10 episodi, è stata interamente pubblicata dal servizio di video on demand Netflix il 28 ottobre 2022, nei paesi in cui il servizio è disponibile.
| nº | Titolo originale                    | Titolo italiano                       | Pubblicazione   |
| -- | ----------------------------------- | ------------------------------------- | --------------- |
| 1  | The Hookup House                    | La casa dell'amore                    | 28 ottobre 2022 |
| 2  | Twenty Two and You                  | Ventidue e te                         | 28 ottobre 2022 |
| 3  | Vagina Shame                        | La vergogna della vagina              | 28 ottobre 2022 |
| 4  | Rice Purity Test                    | Il test della purezza del riso        | 28 ottobre 2022 |
| 5  | Andrew's Gonna Touch A Boob Tonight | Andrew toccherà una tetta stasera     | 28 ottobre 2022 |
| 6  | The Apple Brooch                    | La spilla Apple                       | 28 ottobre 2022 |
| 7  | Dadda Dia!                          | Tre papà!                             | 28 ottobre 2022 |
| 8  | Asexual Healing                     | Il ragazzo è asessuale                | 28 ottobre 2022 |
| 9  | The Parents Aren't Alright          | I nostri genitori sono fuori di testa | 28 ottobre 2022 |
| 10 | F**ked Up Friday                    | Venerdì del c**zo                     | 28 ottobre 2022 |